# Sur les collines de Mandchourie

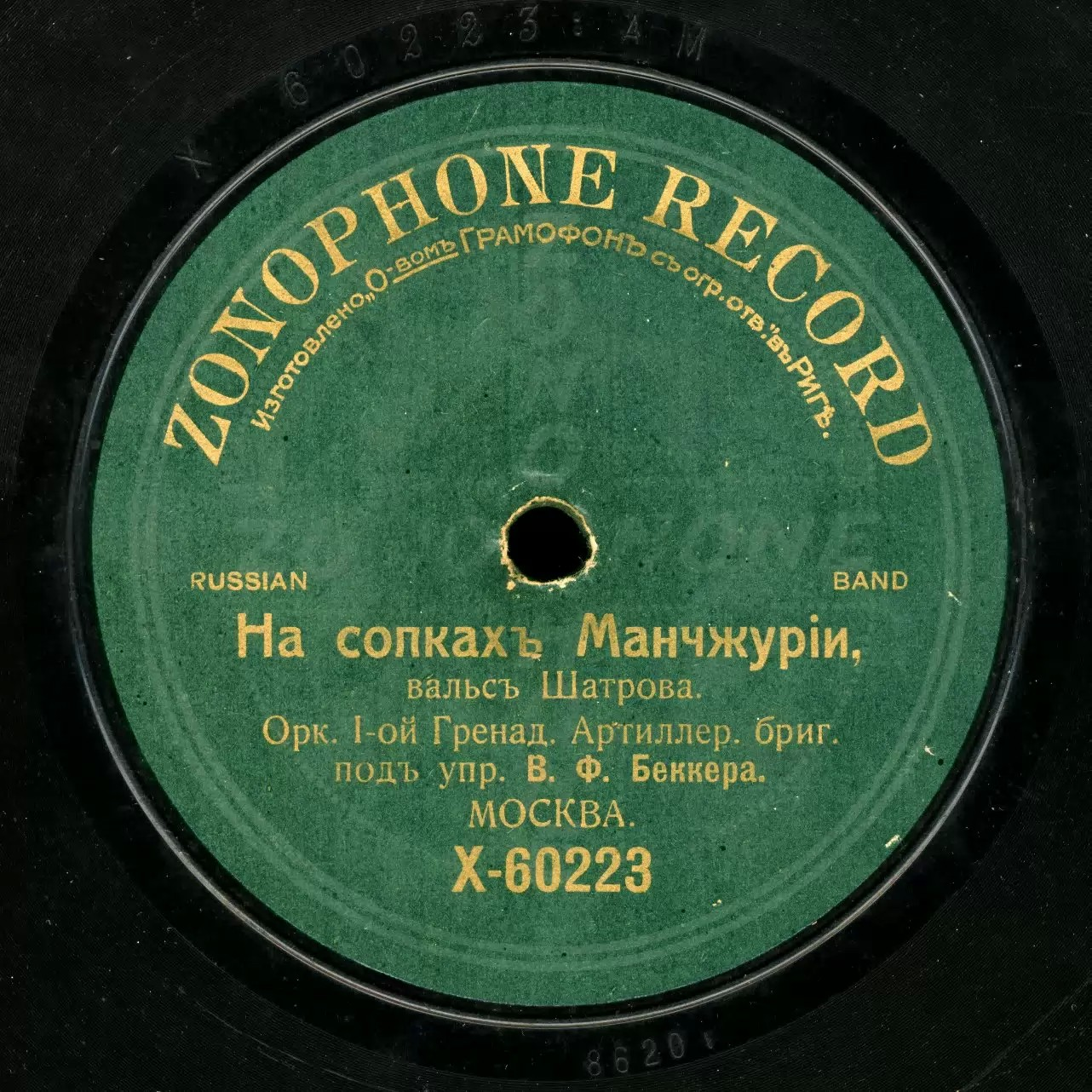
Enregistrement d'époque.

« Sur les collines de Mandchourie » (russe : На сопках Маньчжурии, Na sopkakh Man'tchjourii) est une valse composée en 1906 par Ilia Chatrov. L'arrangement original et orchestral est écrit en mi bémol mineur tandis que l'arrangement folklorique en est en fa mineur.

## Contexte et création
Le titre original de la valse était « Le régiment Mokchanski sur les collines de Mandchourie » et faisait référence à un incident survenu lors de la bataille de Mukden — la dernière bataille terrestre, désastreuse, de la guerre russo-japonaise — lors duquel le régiment d'infanterie Mokchansky fut encerclé par les forces japonaises pendant 11 jours, au cours desquels il subit des pertes considérables. Chatrov a servi dans le régiment en tant que chef d'orchestre et a composé la mélodie à son retour de la guerre. Alors que le régiment était stationné à Samara en 1906, il fit la connaissance d'Oskar Knaube (1866-1920), propriétaire d'un magasin de musique local, qui aida le compositeur à publier son œuvre et en acquit plus tard la propriété.

## Paroles
Texte original de la chanson dû à Stepan Petrov :
« Тихо вокруг, сопки покрыты мглой,

Вот из-за туч блеснула луна,

Могилы хранят покой.

Белеют кресты – это герои спят.

Прошлого тени кружат давно,

О жертвах боёв твердят.

Плачет, плачет мать родная,

Плачет молодая жена,

Плачут все, как один человек,

Злой рок и судьбу кляня!

Тихо вокруг, ветер туман унёс,

На сопках маньчжурских воины спят

И русских не слышат слёз.

Пусть гаолян вам навевает сны,

Спите герои русской земли,

Отчизны родной сыны.

Плачет, плачет мать родная,

Плачет молодая жена,

Плачут все, как один человек,

Злой рок и судьбу кляня!
Вы пали за Русь, погибли вы за Отчизну,

Поверьте, мы за вас отомстим

И справим кровавую тризну! »
« Autour de nous, c'est le calme ; les collines sont couvertes de brume,

Soudain, la lune brille à travers les nuages,

Les tombes gardent leur calme.

La lueur blanche des croix — les héros dorment.

Les ombres du passé tournent autour,

Rappelant les victimes des batailles.

Ma chère mère verse des larmes,

La jeune épouse pleure,

Tous pleurent comme un seul homme,

Maudissant le destin, maudissant le destin !

Autour de nous, c'est le calme ; le vent a balayé le brouillard,

Les guerriers dorment sur les collines de Mandchourie

Et ils n'entendent pas les larmes russes.

Que le bruissement du sorgho vous berce,

Dormez en paix, héros de la terre russe,

Chers fils de la patrie.

Ma chère mère verse des larmes,

La jeune épouse pleure,

Tous pleurent comme un seul homme,

Maudissant le destin, maudissant le destin !
Tu es tombé pour la Russie, tu as péri pour la Patrie,

Crois-nous, nous te vengerons

Et célébrerons une veillée funèbre sanglante ! »

## Réception
Sur les collines de Mandchourie a connu un succès colossal et Knaube s'est vanté d'en avoir publié quelque 82 éditions différentes. Peu de temps après sa publication, le poète Stepan Petrov, plus connu sous le nom de plume de Skitalets, compose des paroles qui contribuent à augmenter encore son succès. Les paroles originales évoquent les soldats tombés au combat, gisant dans leurs tombes en Mandchourie ; mais un texte alternatif a été adaptée à la mélodie plus tard, notamment pendant la Seconde Guerre mondiale.